# プスセンネス1世
プスセンネス1世 （Psusennes I, 在位：前1039 - 前991年頃）は古代エジプト第21王朝の第3代ファラオ。プスセンネス（ギリシア語: Ψουσέννης）は後代の歴史家による古代ギリシャ語表記で、古代エジプト語本来の名前は「テーベに現れし星」を意味するパセバカエンニウト1世（Pasebakhaenniut, /pəsiwʃeʕənneːʔə/）という。
即位名はアアケペルラー・セテプエンアメン。意味は「偉大なるはラーの形にして、アメンに選ばれし者」。
ツタンカーメンと並ぶ黄金マスクのファラオとして知られる。

## 治世
テーベのアメンの大司祭パネジェム1世とラムセス11世の娘ドゥアトハトホル＝ヘヌトタウイの息子で、姉妹のムトネジュメトを妻とした。
統治期間は史料によって41年と46年という2つの記述がある。いずれもマネトーの歴史書からの引用だが、どちらが正しい長さは分かっていない。
一部のエジプト学者は、上エジプト出土の碑文で確認された匿名の王の治世48年目と49年目の日付をプスセンネス1世に帰属させ、通説で40年程とされる治世を10年長い51年に引き上げることを提案している。
しかし、ドイツのKarl Jansen-Winkeln等は、これらの日付はアメンの大司祭メンケペルラーの物であると結論付けている。実際、一部の碑文でスメンデス1世が王として記載されているのを除けば、上エジプトの多くの文書ではタニス王家の初期の王たちは基本的に君主として扱われておらず、代わりにテーベの大司祭ヘリホル、パネジェム1世及びメンケペルラーが本来王だけに許された称号を用いている。
対して、メンケペルラーの後継者パネジェム2世は王としての称号を使用せず、プスセンネス1世の後継者アメンエムオペトや大オソルコン、サアメンが王として文書に現れる。したがって、前述の日付はプスセンネス1世ではなく、事実上のテーベ王であった大司祭メンケペルラーに帰するとする見方が強い。現在プスセンネス1世の治世は46年間と推定されている。
プスセンネス1世の墓からは大司祭スメンデス2世から寄贈された副葬品が見つかっていることから、治世中のテーベとの関係は概ね友好的であったと見られている。タニスに建立されたアメン、ムト、コンスの三神に捧げる大神殿はその成果と言われる。

## 王墓
1940年、フランスのエジプト学者ピエール・モンテ（Pierre Montet）はタニス王家の墓を発見し、内部にプスセンネス1世のミイラと副葬品が手つかずのまま残されているのを確認した。
埋葬当時の状態を留めた王墓としては、ツタンカーメン王墓（KV62）に次ぐ史上2例目の発見だった。しかしKV62は過去に2度盗掘された形跡があるため、一度も封印を解かれず無傷のままで残された墓としてはプスセンネス1世のものが史上唯一のものとなる。
湿地帯というタニスの地理的条件のため、木製品の多くは腐敗して崩れ、王のミイラも著しく損傷していたが、ミイラに被せられていた黄金のマスクは無傷で残されていた。マスクは金の板を打ち出して作られ、眉やアイラインはラピスラズリ、目はガラス細工で作られていた。
品質や技術はツタンカーメンのマスクより劣るものの、プスセンネス1世のマスクは「タニスの至宝の一つ」とされ、現在カイロ博物館の第2室に収容されている。
ミイラの指や爪先には指サックが被せられ、足には金のサンダルが履かされていた。指サックには爪が象られており、これは現在までに見つかった中で最も精巧なものである。また、各々の指にはラピスラズリやその他の貴石を嵌め込んだ金の指輪をしていた。
ミイラが入れられていた花崗岩製の石棺は本来、第19王朝のメルエンプタハの埋葬に使われたのを流用したもので、その内側の人形棺も第19王朝時代のものであった。これらの事実はタニスとテーベという南北二つの王権が親密な関係にあったこと、公的な権力によって王家の谷の王墓が開かれ、副葬品の流用が行われていたことを示している。
王のミイラは銀の人形棺に入れられていた。エジプトで銀は金よりも希少なため、国力が低下していた中で最大限の豪華な埋葬が執り行われた事が覗える。
ほぼ遺骨となっていたミイラを鑑定した結果、死亡時の王が極めて高齢（恐らく80歳近く）であったことが判明した。王の歯はひどく摩耗しており、口蓋に開いた穴の内部には腫瘍が密集していた。また、広範囲に及ぶ関節炎を患っており、晩年の王がこれらの病に苦しめられていた事が指摘された。